# 142 (číslo)
Sto čtyřicet dva je přirozené číslo. Následuje po číslu sto čtyřicet jedna a předchází číslu sto čtyřicet tři. Řadová číslovka je stočtyřicátýdruhý nebo stodvačtyřicátý. Římskými číslicemi se zapisuje CXLII.

## Matematika
Sto čtyřicet dva je
- nešťastné číslo.
- nepříznivé číslo.

## Chemie
- 142 je neutronové číslo nejstabilnějšího izotopu thoria a nukleonové číslo nejtěžšího  přírodního izotopu ceru a nejlehčího přírodního (také nejběžnějšího) izotopu neodymu.[1]

## Doprava
- Silnice II/142 je česká silnice II. třídy na trase Volyně – Bavorov – Netolice.[2]
- Index KOV vozu Aee142 ČD

## Roky
- 142
- 142 př. n. l.